# Пономарёв, Пётр Васильевич
Пётр Васильевич Пономарёв (14 июня 1910, село Новомихайловка, Петропавловский уезд, Акмолинская область, Степное генерал-губернаторство, Российская империя — 3 января 1995, Петропавловск, Северо-Казахстанская область, Казахстан) — комбайнёр Интернациональной МТС Мамлютского район Северо-Казахстанской области, Казахская ССР. Герой Социалистического Труда (1952). Депутат Верховного Совета Казахской ССР 5-го созыва.

## Биография
Родился в 1910 году в крестьянской семье в селе Новомихайловка Петропавловского уезда. Окончив четыре класса, трудился в сельском хозяйстве. В 1926 году поступил на курсы трактористов, после которых работал в селе Димитриевка. В 1931 году вместе с семьёй переехал в Ужурский район Западно-Сибирского края, где трудился грузчиком, трактористом в зерносовхозе «Крутоярский». В 1935 году возвратился в Дмитриевку, где после окончания в 1936 году курсов механизации работал в Интернациональной МТС Мамлютского района. В 1941 году был призван в Красную Армию по мобилизации. Через некоторое время демобилизовался по брони. За выдающиеся трудовые достижения в годы Великой Отечественной войны был награждён Орденом Отечественной войны 2-й1 степени. С 1946 года член ВКП(б).
В послевоенное время ежегодно показывал высокие трудовые результаты. В 1950 году намолотил 120 тысяч пудов зерновых, за что был награждён Орденом Трудового Красного Знамени. В 1951 году на сцепке их двух комбайнов «Сталинец-6» намолотил за 35 рабочих дней 12803 центнеров зерновых. Указом Президиума Верховного Совета СССР от 21 июня 1952 года удостоен звания Героя Социалистического Труда за «достижение высоких показателей по уборке и обмолоту зерновых культур в 1951 году» с вручением ордена Ленина и золотой медали «Серп и Молот» (№ 6306).
Избирался членом Северо-Казахстанского обкома (1952, 1954, 1955, 1958) и Мамлютского райкома Компартии Казахстана (1952—1958), делегатом VI съезда Компартии Казахстана (1952), депутатом Верховного Совета Казахской ССР 5-го созыва от Дубровинского избирательного округа (1959—1963).
В 1958 году переехал в село Дубровное Мамлютского района, где продолжил трудиться комбайнёром в местном совхозе «Дубровинский» до выхода на пенсию в 1970-х годах. Воспитал семерых детей. Проживал в Дубовном, затем переехал к своей дочери в Петропавловск. Умер в январе 1995 года, похоронен в селе Дубровное.
Память
- Его имя увековечено на Аллее героев в городе Мамлютка
- В его честь назывались ежегодные соревнования по баскетболу в селе Дубровное.

Награды
- Герой Социалистического Труда
- Орден Ленина
- Орден Отечественной войны 2 степени (16.10.1954)
- Орден Трудового Красного Знамени (19.07.1951)
- Медаль «За доблестный труд в Великой Отечественной войне 1941—1945 гг.» (09.05.1945)
- Медаль «За освоение целинных земель» (16.10.1945)